# Internationale Coronelli-Gesellschaft für Globenkunde
Die Internationale Coronelli-Gesellschaft für Globenkunde (englisch International Coronelli Society for the Study of Globes) beschäftigt sich mit Globen, ihrer Geschichte und ihrer Stellung in unserer Kultur. Die Gesellschaft hieß früher Coronelli-Weltbund der Globusfreunde. Die Gesellschaft ist nach  Vincenzo Maria Coronelli OFMConv, einem berühmten Kartografen und Hersteller von Globen benannt.

## Ziele und Mitglieder
Die Internationale Coronelli-Gesellschaft für Globenkunde hat den gemeinnützigen, nicht auf materiellen Gewinn ausgerichteten Zweck, die Beschäftigung mit dem Globus als spezifische kartographische Ausdrucksform, mit seiner Geschichte sowie seiner Stellung im soziokulturellen Kontext – und im gleichen Sinn mit Instrumenten, die für die Globenkunde relevant sind – zu pflegen und zu fördern.
Die Gesellschaft vereinigt weltweit Wissenschaftler, Sammler, Museumskuratoren, Restauratoren und Händler, aber auch viele Institutionen, die Globen besitzen, und Bibliotheken. 1952 in Wien von Enthusiasten rund um den Wiener Privatgelehrten und Globenspezialisten Robert Haardt (1884–1962) als „Coronelli-Weltbund der Globusfreunde“ gegründet, ist sie eine der ältesten mit der Geschichte der Kartographie befassten Gesellschaften und die einzige, die ausschließlich den Globen gewidmet ist.
Die Gesellschaft ist nach dem berühmten Venezianischen Universalgelehrten und Globenhersteller Vincenzo Coronelli (1650–1718), dem Begründer der „Accademia Cosmographica degli Argonauti“, der ersten Geographischen Gesellschaft der Welt, benannt. Österreich besitzt vier Coronelli-Globenpaare (Erdglobus und Himmelsglobus), zwei im Prunksaal der Österreichischen Nationalbibliothek und je eines in der Stiftsbibliothek von Melk und in der Stiftsbibliothek von Vorau. Der Sitz der Gesellschaft befindet sich in Wien.
Die ursprünglichen Hauptziele des „Coronelli-Weltbundes der Globusfreunde“ lagen in der Förderung der Arbeit des privaten Globusmuseums von Robert Haardt sowie in der Erstellung einer Liste aller weltweit erhaltenen gebliebenen alten (d. h. vor 1850 hergestellten) Globen.

## Publikationen

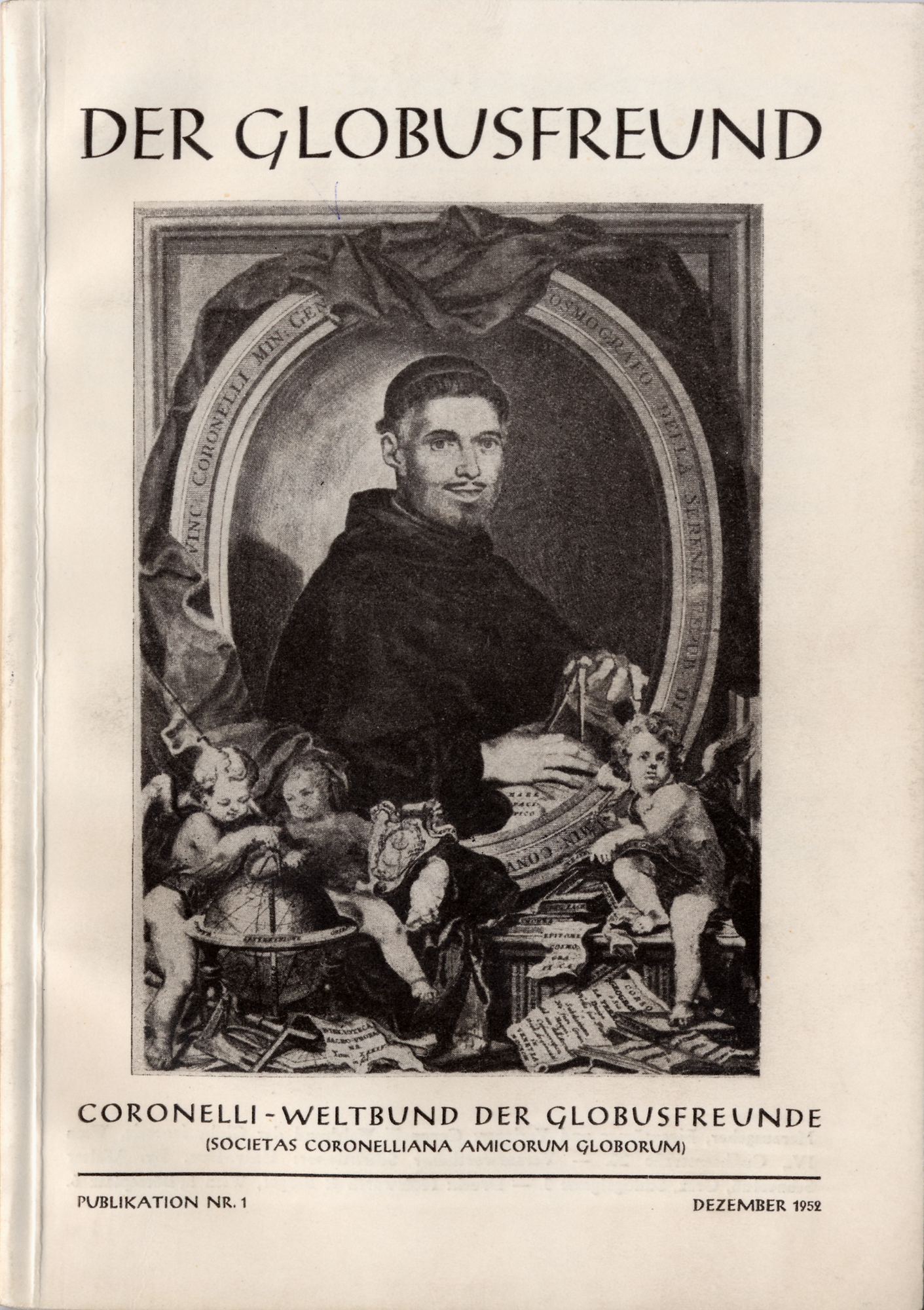
Die erste Ausgabe von Der Globusfreund (1952)

Seit 1952 veröffentlicht die Internationale Coronelli-Gesellschaft das weltweit einzige globenspezifische, wissenschaftliche Periodikum „Der Globusfreund“ (seit 2002 auch in einer englischsprachigen Version unter dem Titel „Globe Studies“).
Sie veranstaltete bis einschließlich 2023 fünfzehn internationale wissenschaftliche Symposien. Die Vorträge werden in Form wissenschaftlicher Artikel in Der Globusfreund / Globe Studies veröffentlicht.

## Trivia
Anlässlich des 5. Internationalen Symposiums des Coronelli Weltbundes der Globusfreunde gab die Österreichische Post eine Sondermarke mit der Abbildung eines Erdglobus von Vincenzo Coronelli heraus. Die von Werner Pfeiler entworfene, in den Farben Beige, Schwarz und Weiß gehaltene Briefmarke im Wert von 3 Schilling mit der Michel-Nr. 1554 erschien am 29. Juni 1977.